# Ahrol Inoyatov
Ahrol Inoyatov, uzb. cyr. Ахрол Иноятов, ros. Ахрол Иноятович Иноятов, Achrol Inojatowicz Inojatow (ur. 11 czerwca 1945, Uzbecka SRR) – uzbecki piłkarz, grający na pozycji obrońcy, trener piłkarski.

## Kariera piłkarska
Wychowanek Paxtakoru Taszkent, w barwach którego w 1963 rozpoczął karierę piłkarską. W drużynie występował przez 10 lat i zakończył karierę piłkarza w roku 1973.

## Kariera trenerska
Po zakończeniu kariery piłkarza rozpoczął pracę szkoleniowca. W latach 1980–1981 trenował Buston Dżyzak. W 1983 stał na czele klubu Yeshlik Toʻraqoʻrgʻon, a w 1984 pracował w klubie jako dyrektor techniczny. W 1992 został zaproszony na stanowisko głównego trenera Paxtakoru Taszkent. W 1993 był dyrektorem technicznym Paxtakoru, a w 1994 ponownie prowadził klub z Taszkentu. W 1995 pomagał trenować Paxtakor. Obecnie jest przewodniczącym komisji eksperckiej Piłkarskiej Federacji Uzbekistanu w celu identyfikacji ustawiania meczów.

## Sukcesy i odznaczenia

### Sukcesy trenerskie
Paxtakor Taszkent
- mistrz Uzbekistanu: 1992